# Белл (Оклахома)
Белл (англ. Bell) — переписна місцевість (CDP) в США, в окрузі Адер штату Оклахома. Населення — 191 особа (2020).

## Географія
Белл розташований за координатами 35°44′59″ пн. ш. 94°32′42″ зх. д. / 35.74972° пн. ш. 94.54500° зх. д. (35.749708, -94.544942).  За даними Бюро перепису населення США в 2010 році переписна місцевість мала площу 30,77 км², з яких 30,71 км² — суходіл та 0,06 км² — водойми.

## Демографія
Згідно з переписом 2010 року, у переписній місцевості мешкало 535 осіб у 163 домогосподарствах у складі 130 родин. Густота населення становила 17 осіб/км².  Було 179 помешкань (6/км²).
Расовий склад населення:
| - 58,9 % — корінних американців - 33,3 % — білих - 0,4 % — чорних або афроамериканців |

До двох чи більше рас належало 7,5 %. Частка іспаномовних становила 1,3 % від усіх жителів.
За віковим діапазоном населення розподілялося таким чином: 28,8 % — особи молодші 18 років, 62,4 % — особи у віці 18—64 років, 8,8 % — особи у віці 65 років та старші. Медіана віку мешканця становила 31,8 року. На 100 осіб жіночої статі у переписній місцевості припадало 106,6 чоловіків;  на 100 жінок у віці від 18 років та старших — 108,2 чоловіків також старших 18 років.
Середній дохід на одне домашнє господарство  становив 31 550 доларів США (медіана — 25 625), а середній дохід на одну сім'ю — 33 729 доларів (медіана — 32 250). За межею бідності перебувало 49,7 % осіб, у тому числі 65,2 % дітей у віці до 18 років та 20,0 % осіб у віці 65 років та старших.
Цивільне працевлаштоване населення становило 128 осіб. Основні галузі зайнятості: освіта, охорона здоров'я та соціальна допомога — 25,8 %, виробництво — 24,2 %, сільське господарство, лісництво, риболовля — 14,8 %, роздрібна торгівля — 13,3 %.